# Steven Lee
Steven John Lee (ur. 7 sierpnia 1962 w Sydney) – australijski narciarz alpejski. Jego najlepszym wynikiem na igrzyskach olimpijskich są dwa 19 miejsca: w zjeździe na igrzyskach w Sarajewie w 1984 r. i w kombinacji na igrzyskach w Albertville w 1992 r. Zajął także 8. miejsce w supergigancie na mistrzostwach świata w Vail w 1989 r. Najlepsze wyniki w Pucharze Świata osiągnął w sezonie 1984/1985, kiedy to zajął 42. miejsce w klasyfikacji generalnej.

## Osiągnięcia

### Igrzyska olimpijskie
| Miejsce | Dzień     | Rok  | Miejscowość | Konkurencja | Czas biegu  | Strata     | Zwycięzca           |
| ------- | --------- | ---- | ----------- | ----------- | ----------- | ---------- | ------------------- |
| DSQ2    | 14 lutego | 1984 | Sarajewo    | Gigant      | 2:41,18 min | –          | Max Julen           |
| 19.     | 16 lutego | 1984 | Sarajewo    | Zjazd       | 1:45,59 min | +2,43 s    | Bill Johnson        |
| 22.     | 15 lutego | 1988 | Calgary     | Zjazd       | 1:59,63 min | +4,83 s    | Pirmin Zurbriggen   |
| DNF1    | 21 lutego | 1988 | Calgary     | Supergigant | 1:39,66 min | –          | Franck Piccard      |
| 36.     | 25 lutego | 1988 | Calgary     | Gigant      | 2:06,37 min | +11,17 s   | Alberto Tomba       |
| 35.     | 9 lutego  | 1992 | Albertville | Zjazd       | 1:50,37 min | +8,18 s    | Patrick Ortlieb     |
| 19.     | 11 lutego | 1992 | Albertville | Kombinacja  | 14,58 pkt   | +70,47 pkt | Josef Polig         |
| 30.     | 16 lutego | 1992 | Albertville | Supergigant | 1:13,04 min | +3,54 s    | Kjetil André Aamodt |

### Mistrzostwa świata
| Miejsce | Dzień    | Rok  | Miejscowość   | Konkurencja | Czas biegu  | Strata  | Zwycięzca         |
| ------- | -------- | ---- | ------------- | ----------- | ----------- | ------- | ----------------- |
| 10.     | 3 lutego | 1985 | Bormio        | Zjazd       | 2:06,68 min | +1,61 s | Pirmin Zurbriggen |
| 15.     | 1 lutego | 1987 | Crans-Montana | Kombinacja  | 28,27 pkt   | ?       | Marc Girardelli   |
| 8.      | 8 lutego | 1989 | Vail          | Supergigant | 1:38,81 min | +1,16 s | Martin Hangl      |

### Puchar Świata

#### Miejsca w klasyfikacji generalnej
- sezon 1982/1983: 48.
- sezon 1983/1984: 48.
- sezon 1984/1985: 42.
- sezon 1985/1986: 88.
- sezon 1987/1988: 66.

#### Miejsca na podium
1. Furano – 3 marca 1985 (supergigant) – 1. miejsce